# Mercedes-Benz Clasa SL
Mercedes-Benz Clasa SL este un Grand Tourer fabricat de Mercedes din 1954. Denumirea de SL provine din limba germană din Sport Leicht sau Sport Lightweight, care a fost aplicată pentru prima dată la 300SL "Gullwing" numit după Gullwing -  ușile cu deschidere ascendentă.

## Prima generație (1954-1963)
Mercedes-Benz 300SL "Gullwing" a fost prezentat la Salonul Auto din New York în 6-14 februarie 1954 și a fost votată "Mașina sport a secolului" în 1999.
Mercedes-Benz 190SL a început să fie fabricată în din 1955 i era propulsată de un motor cu 4 cilindri care oferea 105 de CP.
Producția pentru modelele 190SL și 300SL s-a încheiat în 1963.

## A II-a generație (1963–1971)
Mercedes-Benz 230SL a fost lansată în 1963 și avea un motor de 2.3 litri în linie cu șase cilindri cu 150 putere.
cuplat la o cutie de viteză manuală cu patru trepte sau automată în patru trepte. 
Cutia de viteze manuală cu cinci trepte a fost introdusă în anul 1966.
Modelul 250SL a fost produs din luna decembrie 1966 și producția s-a încheiat în ianuarie 1968.
A folosit un motor de 2.5 litri, puterea a rămas la 150 CP, dar cuplul a crescut de la 197 Nm până la 216 Nm.
280SL a fost introdus în decembrie 1967 și a continuat până pe 23 februarie 1971. Motorul era de 2.8 litri cu puterea de 170 CP și cuplul maxim de 244 Nm.

## A III-a generație (1972-1989)
Mercedes-Benz R 107 era un roadster cu două locuri, dotat cu scaune auxiliare opționale în spate. Modelul Mercedes-Benz C 107 are un ampatament mai lung și era un coupe cu cinci locuri.
Mașinile au fost propulsate cu motoare V8, de 3.5 litri pentru 350 SL și 4.5 litri pentru 450 SL.
Modelul 280 SL a fost introdus în anul 1974. În 1980 SL a primit un facelift care avea cutia de viteze manuală cu cinci trepte, de la patru trepte. 
În anul 1980 modelele 350 SL și 450 SL a fost înlocuite cu 380 SL și 500 SL.
280 SL și 380 SL a fost înlocuite cu 300 SL și 420 SL în anul 1985.

## A 4-a generație (1989–2001)
În SUA, modelul de bază Mercedes 300SL a avut un motor de 3.0 L cu șase cilindri în linie cu puterea de 228 cp (170 kW).
În Europa, modelul de bază a avut un motor de 3.0 L cu șase cilindri în linie cu 12 supape cu puterea de 190 CP (140 kW) și un motor de 3.0 L cu șase cilindri în linie cu 24 de supape era cunoscut sub denumirea de 300SL 24. 
Modelul 500SL a avut un motor de 5.0 L V8 cu puterea de 322 CP (240 kW). Dotările erau de top, cu geamuri electrice, oglinzi, scaune și acoperiș rabatabil.
În 1993 a fost introdus versiunea 600 SL cu motorul de 6.0 litri cu 12 cilindri care avea 394 de cai putere.
Modelul SL73 AMG s-a comercializat prin intermediul AMG în 1995 cu un motor V12 de 7.3 litri care avea 525 de cai putere.
După o scurtă pauză, SL73 a fost oferit din nou între 1998-2001 cu motorul îmbunătățit pentru a fi mai fiabil.
Au fost construite un total de 85 de bucăți SL73 AMG roadster.

## A 5-a generație (2001–2008)
A fost prezentat în 2001 la Salonul Auto din Frankfurt. A cincea generație de SL a fost produsă între 2002 și 2008.
Modelul SL 55 AMG dispunea de un motor 5.5 litri V8 supraalimentat care dezvoltata o putere de 355 kW și un cuplu maxim de 700 Nm care putea fi atins între 2650 și 4500 turații pe minut.

## A 6-a generație (2008-2012)
Modelul SL facelift a fost dezvăluit la Salonul Auto din Geneva în martie 2008. Ca dotare standard, modelul SL 350 avea anvelopele de dimensiunea 255/45 R 17 și jante de 17 țoli din aliaj ușor. 
Modelul SL 500 Roadster are anvelopele de dimensiunea 255/40 R 18 și jante de 18 țoli.
SL63 AMG înlocuiește SL55 AMG.

## A 7-a generație (2012-2020)
A fost prezentat la Salonul Auto din America de Nord în ianuarie 2012 și a ajuns pe piața europeană pe 31 martie 2012. Modelul de bază SL 350 este propulsat de un motor V6 de 3.5 litri cu 306 CP, produs aproape în întregime din aluminiu. Greutatea lui SL 350 este de 1685 kg iar SL 500 are 1785 kg. Despre motorul de 3.5L V6 compania spune că economisește cu aproape 30% mai mult decât predecesorii săi.
SL este disponibil cu două sisteme de suspensie diferite: standard dispune de amortizare reglabile semi-active iar opțional este disponibil sistemul de suspensie activă (Active Body Control).